# Julius Haase
Julius Haase (* 2. August 1883; † unbekannt) war ein deutscher Fußballspieler.

## Karriere
Haase gehörte dem BFC Hertha 92 von 1901 bis 1912 an, zunächst im Verband Berliner Ballspielvereine, ab dem 29. April 1911 im Verband Brandenburgischer Ballspielvereine als Dachverband aller Fußballvereine aus Berlin und der Provinz Brandenburg.
Mit seinem ein Jahr jüngeren Bruder Max, mit dem er gemeinsam im Verein begann, gewann er am Saisonende 1905/06 mit der Berliner Meisterschaft seinen einzigen Titel. Mit diesem Erfolg war er mit seinem Verein auch als Teilnehmer an der Endrunde um die Deutsche Meisterschaft qualifiziert. Über das am 29. April 1906 in Dresden gegen den SC Schlesien Breslau mit 7:1 gewonnene Viertelfinale – unter anderem mit dem zweiten Brüderpaar der Herthaner, Richard und Otto Haupt – erreichte er das am 6. Mai 1906 in Berlin angesetzte Halbfinale. In einem eng umkämpften Spiel gegen den VfB Leipzig – gegen den Richard Haupt das Tor zum 2:2 erzielte – verloren sie am Ende mit 2:3 gegen den späteren Deutschen Meister. Im Gegensatz zu seinem Bruder beendete er seine aktive Fußballerkarriere zwei Jahre später, im Jahr 1912.

## Erfolge
- Berliner Meister 1906